# Tetreuaresta latipennis
Tetreuaresta latipennis är en tvåvingeart som först beskrevs av Townsend 1893.  Tetreuaresta latipennis ingår i släktet Tetreuaresta och familjen borrflugor. Inga underarter finns listade i Catalogue of Life.